# Palaeoryctinae
Palaeoryctinae (Палаеориктинае — „древни копачи”) је изумрла парафилетска породица плаценталних сисара унутар изумрле породице Palaeoryctidae, која је у периоду од средњег палеоцена до раног еоцена настањивала подручје Африке и Сјеверне Америке. Ову парафилетску потпородицу сисара су чинили родови Aaptoryctes, Eoryctes и Ottoryctes, и парафилетски род Palaeoryctes. Стручни назив за чланове ове парафилетске потпородице сисара је палаеориктини.

## Етимологија назива
| Потпородица:   | Поријекло назива од:                                        | Значење назива: |
| -------------- | ----------------------------------------------------------- | --------------- |
| Palaeoryctinae | - типског рода Palaeoryctes - и таксономског наставка -inae | древни копачи   |

## Систематика

### Класификација
Класификација парафилетске потпородице Palaeoryctinae:
| Род:                                             | Врсте: |
| ------------------------------------------------ | --- |
| †Aaptoryctes (Gingerich, 1982)                   | - †Aaptoryctes ivyi (Gingerich, 1982) |
| †Eoryctes (Thewissen & Gingerich, 1989)          | - †Eoryctes melanus (Thewissen & Gingerich, 1989) |
| †Ottoryctes (Bloch, 2004)                        | - †Ottoryctes winkleri (Bloch, 2004) |
| †Palaeoryctes (парафилетски род) (Matthew, 1913) | - †Palaeoryctes cruoris (Gunnell, 1994) - †Palaeoryctes jepseni (Bloch, 2004) - †Palaeoryctes minimus (Gheerbrant, 1992) - †Palaeoryctes puercensis (Matthew, 1913) - †Palaeoryctes punctatus (Van Valen, 1966) - †Palaeoryctes sp. [Roche Percée, Saskatchewan, Canada] (Rankin, 2018) |

### Филогенија
Доље приказан кладограм представља филогенетске везе парафилетске потпородице Palaeoryctinae.

|  | \| \| †Taeniodonta \| \| \| \| \| \| †Alveugena \| \| \| \| |
|  |                                                             |
|  | †Procerberidae                                              |
|  |                                                             |
|  | †Taeniodonta                                                |
|  |                                                             |
|  | †Alveugena                                                  |
|  |                                                             |

|  | †Taeniodonta |
|  |              |
|  | †Alveugena   |
|  |              |

|  | \| \| †Taeniodonta \| \| \| \| \| \| †Alveugena \| \| \| \| |
|  |                                                             |
|  | †Procerberidae                                              |
|  |                                                             |
|  | †Taeniodonta                                                |
|  |                                                             |
|  | †Alveugena                                                  |
|  |                                                             |

|  | †Taeniodonta |
|  |              |
|  | †Alveugena   |
|  |              |

|   | \| \| †Pinoryctes \| \| \| \| \| ? \| †Palaeoryctidae sp. (Andarak 2, Osh, Kyrgyzstan) \| \| \| †Palaeoryctidae sp. (Andarak 2, Osh, Kyrgyzstan) \| |
|   | |
|   | †Nuryctes |
|   | |
|   | †Pinoryctes |
|   | |
| ? | †Palaeoryctidae sp. (Andarak 2, Osh, Kyrgyzstan) |
|   | †Palaeoryctidae sp. (Andarak 2, Osh, Kyrgyzstan) |

|   | †Pinoryctes                                      |
|   |                                                  |
| ? | †Palaeoryctidae sp. (Andarak 2, Osh, Kyrgyzstan) |
|   | †Palaeoryctidae sp. (Andarak 2, Osh, Kyrgyzstan) |

|              | †Palaeoryctes cruoris                                  |
|              |                                                        |
| ?            | †Palaeoryctes sp. (Roche Percée, Saskatchewan, Canada) |
|              | †Palaeoryctes sp. (Roche Percée, Saskatchewan, Canada) |
| †Aaptoryctes | †Aaptoryctes ivyi                                      |
|              | †Aaptoryctes ivyi                                      |

| †Eoryctes | †Eoryctes melanus |
|           | †Eoryctes melanus |

| †Ottoryctes | †Ottoryctes winkleri |
|             | †Ottoryctes winkleri |
|             | †Aceroryctes         |
|             |                      |

| †Eoryctes | †Eoryctes melanus |
|           | †Eoryctes melanus |

| †Ottoryctes | †Ottoryctes winkleri |
|             | †Ottoryctes winkleri |
|             | †Aceroryctes         |
|             |                      |

|              | †Palaeoryctes cruoris                                  |
|              |                                                        |
| ?            | †Palaeoryctes sp. (Roche Percée, Saskatchewan, Canada) |
|              | †Palaeoryctes sp. (Roche Percée, Saskatchewan, Canada) |
| †Aaptoryctes | †Aaptoryctes ivyi                                      |
|              | †Aaptoryctes ivyi                                      |

| †Eoryctes | †Eoryctes melanus |
|           | †Eoryctes melanus |

| †Ottoryctes | †Ottoryctes winkleri |
|             | †Ottoryctes winkleri |
|             | †Aceroryctes         |
|             |                      |

| †Eoryctes | †Eoryctes melanus |
|           | †Eoryctes melanus |

| †Ottoryctes | †Ottoryctes winkleri |
|             | †Ottoryctes winkleri |
|             | †Aceroryctes         |
|             |                      |

|              | †Palaeoryctes cruoris                                  |
|              |                                                        |
| ?            | †Palaeoryctes sp. (Roche Percée, Saskatchewan, Canada) |
|              | †Palaeoryctes sp. (Roche Percée, Saskatchewan, Canada) |
| †Aaptoryctes | †Aaptoryctes ivyi                                      |
|              | †Aaptoryctes ivyi                                      |

| †Eoryctes | †Eoryctes melanus |
|           | †Eoryctes melanus |

| †Ottoryctes | †Ottoryctes winkleri |
|             | †Ottoryctes winkleri |
|             | †Aceroryctes         |
|             |                      |

| †Eoryctes | †Eoryctes melanus |
|           | †Eoryctes melanus |

| †Ottoryctes | †Ottoryctes winkleri |
|             | †Ottoryctes winkleri |
|             | †Aceroryctes         |
|             |                      |

|              | †Palaeoryctes cruoris                                  |
|              |                                                        |
| ?            | †Palaeoryctes sp. (Roche Percée, Saskatchewan, Canada) |
|              | †Palaeoryctes sp. (Roche Percée, Saskatchewan, Canada) |
| †Aaptoryctes | †Aaptoryctes ivyi                                      |
|              | †Aaptoryctes ivyi                                      |

| †Eoryctes | †Eoryctes melanus |
|           | †Eoryctes melanus |

| †Ottoryctes | †Ottoryctes winkleri |
|             | †Ottoryctes winkleri |
|             | †Aceroryctes         |
|             |                      |

| †Eoryctes | †Eoryctes melanus |
|           | †Eoryctes melanus |

| †Ottoryctes | †Ottoryctes winkleri |
|             | †Ottoryctes winkleri |
|             | †Aceroryctes         |
|             |                      |

|   | \| \| †Pinoryctes \| \| \| \| \| ? \| †Palaeoryctidae sp. (Andarak 2, Osh, Kyrgyzstan) \| \| \| †Palaeoryctidae sp. (Andarak 2, Osh, Kyrgyzstan) \| |
|   | |
|   | †Nuryctes |
|   | |
|   | †Pinoryctes |
|   | |
| ? | †Palaeoryctidae sp. (Andarak 2, Osh, Kyrgyzstan) |
|   | †Palaeoryctidae sp. (Andarak 2, Osh, Kyrgyzstan) |

|   | †Pinoryctes                                      |
|   |                                                  |
| ? | †Palaeoryctidae sp. (Andarak 2, Osh, Kyrgyzstan) |
|   | †Palaeoryctidae sp. (Andarak 2, Osh, Kyrgyzstan) |

|              | †Palaeoryctes cruoris                                  |
|              |                                                        |
| ?            | †Palaeoryctes sp. (Roche Percée, Saskatchewan, Canada) |
|              | †Palaeoryctes sp. (Roche Percée, Saskatchewan, Canada) |
| †Aaptoryctes | †Aaptoryctes ivyi                                      |
|              | †Aaptoryctes ivyi                                      |

| †Eoryctes | †Eoryctes melanus |
|           | †Eoryctes melanus |

| †Ottoryctes | †Ottoryctes winkleri |
|             | †Ottoryctes winkleri |
|             | †Aceroryctes         |
|             |                      |

| †Eoryctes | †Eoryctes melanus |
|           | †Eoryctes melanus |

| †Ottoryctes | †Ottoryctes winkleri |
|             | †Ottoryctes winkleri |
|             | †Aceroryctes         |
|             |                      |

|              | †Palaeoryctes cruoris                                  |
|              |                                                        |
| ?            | †Palaeoryctes sp. (Roche Percée, Saskatchewan, Canada) |
|              | †Palaeoryctes sp. (Roche Percée, Saskatchewan, Canada) |
| †Aaptoryctes | †Aaptoryctes ivyi                                      |
|              | †Aaptoryctes ivyi                                      |

| †Eoryctes | †Eoryctes melanus |
|           | †Eoryctes melanus |

| †Ottoryctes | †Ottoryctes winkleri |
|             | †Ottoryctes winkleri |
|             | †Aceroryctes         |
|             |                      |

| †Eoryctes | †Eoryctes melanus |
|           | †Eoryctes melanus |

| †Ottoryctes | †Ottoryctes winkleri |
|             | †Ottoryctes winkleri |
|             | †Aceroryctes         |
|             |                      |

|              | †Palaeoryctes cruoris                                  |
|              |                                                        |
| ?            | †Palaeoryctes sp. (Roche Percée, Saskatchewan, Canada) |
|              | †Palaeoryctes sp. (Roche Percée, Saskatchewan, Canada) |
| †Aaptoryctes | †Aaptoryctes ivyi                                      |
|              | †Aaptoryctes ivyi                                      |

| †Eoryctes | †Eoryctes melanus |
|           | †Eoryctes melanus |

| †Ottoryctes | †Ottoryctes winkleri |
|             | †Ottoryctes winkleri |
|             | †Aceroryctes         |
|             |                      |

| †Eoryctes | †Eoryctes melanus |
|           | †Eoryctes melanus |

| †Ottoryctes | †Ottoryctes winkleri |
|             | †Ottoryctes winkleri |
|             | †Aceroryctes         |
|             |                      |

|              | †Palaeoryctes cruoris                                  |
|              |                                                        |
| ?            | †Palaeoryctes sp. (Roche Percée, Saskatchewan, Canada) |
|              | †Palaeoryctes sp. (Roche Percée, Saskatchewan, Canada) |
| †Aaptoryctes | †Aaptoryctes ivyi                                      |
|              | †Aaptoryctes ivyi                                      |

| †Eoryctes | †Eoryctes melanus |
|           | †Eoryctes melanus |

| †Ottoryctes | †Ottoryctes winkleri |
|             | †Ottoryctes winkleri |
|             | †Aceroryctes         |
|             |                      |

| †Eoryctes | †Eoryctes melanus |
|           | †Eoryctes melanus |

| †Ottoryctes | †Ottoryctes winkleri |
|             | †Ottoryctes winkleri |
|             | †Aceroryctes         |
|             |                      |

|   | \| \| †Pinoryctes \| \| \| \| \| ? \| †Palaeoryctidae sp. (Andarak 2, Osh, Kyrgyzstan) \| \| \| †Palaeoryctidae sp. (Andarak 2, Osh, Kyrgyzstan) \| |
|   | |
|   | †Nuryctes |
|   | |
|   | †Pinoryctes |
|   | |
| ? | †Palaeoryctidae sp. (Andarak 2, Osh, Kyrgyzstan) |
|   | †Palaeoryctidae sp. (Andarak 2, Osh, Kyrgyzstan) |

|   | †Pinoryctes                                      |
|   |                                                  |
| ? | †Palaeoryctidae sp. (Andarak 2, Osh, Kyrgyzstan) |
|   | †Palaeoryctidae sp. (Andarak 2, Osh, Kyrgyzstan) |

|              | †Palaeoryctes cruoris                                  |
|              |                                                        |
| ?            | †Palaeoryctes sp. (Roche Percée, Saskatchewan, Canada) |
|              | †Palaeoryctes sp. (Roche Percée, Saskatchewan, Canada) |
| †Aaptoryctes | †Aaptoryctes ivyi                                      |
|              | †Aaptoryctes ivyi                                      |

| †Eoryctes | †Eoryctes melanus |
|           | †Eoryctes melanus |

| †Ottoryctes | †Ottoryctes winkleri |
|             | †Ottoryctes winkleri |
|             | †Aceroryctes         |
|             |                      |

| †Eoryctes | †Eoryctes melanus |
|           | †Eoryctes melanus |

| †Ottoryctes | †Ottoryctes winkleri |
|             | †Ottoryctes winkleri |
|             | †Aceroryctes         |
|             |                      |

|              | †Palaeoryctes cruoris                                  |
|              |                                                        |
| ?            | †Palaeoryctes sp. (Roche Percée, Saskatchewan, Canada) |
|              | †Palaeoryctes sp. (Roche Percée, Saskatchewan, Canada) |
| †Aaptoryctes | †Aaptoryctes ivyi                                      |
|              | †Aaptoryctes ivyi                                      |

| †Eoryctes | †Eoryctes melanus |
|           | †Eoryctes melanus |

| †Ottoryctes | †Ottoryctes winkleri |
|             | †Ottoryctes winkleri |
|             | †Aceroryctes         |
|             |                      |

| †Eoryctes | †Eoryctes melanus |
|           | †Eoryctes melanus |

| †Ottoryctes | †Ottoryctes winkleri |
|             | †Ottoryctes winkleri |
|             | †Aceroryctes         |
|             |                      |

|              | †Palaeoryctes cruoris                                  |
|              |                                                        |
| ?            | †Palaeoryctes sp. (Roche Percée, Saskatchewan, Canada) |
|              | †Palaeoryctes sp. (Roche Percée, Saskatchewan, Canada) |
| †Aaptoryctes | †Aaptoryctes ivyi                                      |
|              | †Aaptoryctes ivyi                                      |

| †Eoryctes | †Eoryctes melanus |
|           | †Eoryctes melanus |

| †Ottoryctes | †Ottoryctes winkleri |
|             | †Ottoryctes winkleri |
|             | †Aceroryctes         |
|             |                      |

| †Eoryctes | †Eoryctes melanus |
|           | †Eoryctes melanus |

| †Ottoryctes | †Ottoryctes winkleri |
|             | †Ottoryctes winkleri |
|             | †Aceroryctes         |
|             |                      |

|              | †Palaeoryctes cruoris                                  |
|              |                                                        |
| ?            | †Palaeoryctes sp. (Roche Percée, Saskatchewan, Canada) |
|              | †Palaeoryctes sp. (Roche Percée, Saskatchewan, Canada) |
| †Aaptoryctes | †Aaptoryctes ivyi                                      |
|              | †Aaptoryctes ivyi                                      |

| †Eoryctes | †Eoryctes melanus |
|           | †Eoryctes melanus |

| †Ottoryctes | †Ottoryctes winkleri |
|             | †Ottoryctes winkleri |
|             | †Aceroryctes         |
|             |                      |

| †Eoryctes | †Eoryctes melanus |
|           | †Eoryctes melanus |

| †Ottoryctes | †Ottoryctes winkleri |
|             | †Ottoryctes winkleri |
|             | †Aceroryctes         |
|             |                      |

|   | \| \| †Pinoryctes \| \| \| \| \| ? \| †Palaeoryctidae sp. (Andarak 2, Osh, Kyrgyzstan) \| \| \| †Palaeoryctidae sp. (Andarak 2, Osh, Kyrgyzstan) \| |
|   | |
|   | †Nuryctes |
|   | |
|   | †Pinoryctes |
|   | |
| ? | †Palaeoryctidae sp. (Andarak 2, Osh, Kyrgyzstan) |
|   | †Palaeoryctidae sp. (Andarak 2, Osh, Kyrgyzstan) |

|   | †Pinoryctes                                      |
|   |                                                  |
| ? | †Palaeoryctidae sp. (Andarak 2, Osh, Kyrgyzstan) |
|   | †Palaeoryctidae sp. (Andarak 2, Osh, Kyrgyzstan) |

|              | †Palaeoryctes cruoris                                  |
|              |                                                        |
| ?            | †Palaeoryctes sp. (Roche Percée, Saskatchewan, Canada) |
|              | †Palaeoryctes sp. (Roche Percée, Saskatchewan, Canada) |
| †Aaptoryctes | †Aaptoryctes ivyi                                      |
|              | †Aaptoryctes ivyi                                      |

| †Eoryctes | †Eoryctes melanus |
|           | †Eoryctes melanus |

| †Ottoryctes | †Ottoryctes winkleri |
|             | †Ottoryctes winkleri |
|             | †Aceroryctes         |
|             |                      |

| †Eoryctes | †Eoryctes melanus |
|           | †Eoryctes melanus |

| †Ottoryctes | †Ottoryctes winkleri |
|             | †Ottoryctes winkleri |
|             | †Aceroryctes         |
|             |                      |

|              | †Palaeoryctes cruoris                                  |
|              |                                                        |
| ?            | †Palaeoryctes sp. (Roche Percée, Saskatchewan, Canada) |
|              | †Palaeoryctes sp. (Roche Percée, Saskatchewan, Canada) |
| †Aaptoryctes | †Aaptoryctes ivyi                                      |
|              | †Aaptoryctes ivyi                                      |

| †Eoryctes | †Eoryctes melanus |
|           | †Eoryctes melanus |

| †Ottoryctes | †Ottoryctes winkleri |
|             | †Ottoryctes winkleri |
|             | †Aceroryctes         |
|             |                      |

| †Eoryctes | †Eoryctes melanus |
|           | †Eoryctes melanus |

| †Ottoryctes | †Ottoryctes winkleri |
|             | †Ottoryctes winkleri |
|             | †Aceroryctes         |
|             |                      |

|              | †Palaeoryctes cruoris                                  |
|              |                                                        |
| ?            | †Palaeoryctes sp. (Roche Percée, Saskatchewan, Canada) |
|              | †Palaeoryctes sp. (Roche Percée, Saskatchewan, Canada) |
| †Aaptoryctes | †Aaptoryctes ivyi                                      |
|              | †Aaptoryctes ivyi                                      |

| †Eoryctes | †Eoryctes melanus |
|           | †Eoryctes melanus |

| †Ottoryctes | †Ottoryctes winkleri |
|             | †Ottoryctes winkleri |
|             | †Aceroryctes         |
|             |                      |

| †Eoryctes | †Eoryctes melanus |
|           | †Eoryctes melanus |

| †Ottoryctes | †Ottoryctes winkleri |
|             | †Ottoryctes winkleri |
|             | †Aceroryctes         |
|             |                      |

|              | †Palaeoryctes cruoris                                  |
|              |                                                        |
| ?            | †Palaeoryctes sp. (Roche Percée, Saskatchewan, Canada) |
|              | †Palaeoryctes sp. (Roche Percée, Saskatchewan, Canada) |
| †Aaptoryctes | †Aaptoryctes ivyi                                      |
|              | †Aaptoryctes ivyi                                      |

| †Eoryctes | †Eoryctes melanus |
|           | †Eoryctes melanus |

| †Ottoryctes | †Ottoryctes winkleri |
|             | †Ottoryctes winkleri |
|             | †Aceroryctes         |
|             |                      |

| †Eoryctes | †Eoryctes melanus |
|           | †Eoryctes melanus |

| †Ottoryctes | †Ottoryctes winkleri |
|             | †Ottoryctes winkleri |
|             | †Aceroryctes         |
|             |                      |

|   | \| \| †Pinoryctes \| \| \| \| \| ? \| †Palaeoryctidae sp. (Andarak 2, Osh, Kyrgyzstan) \| \| \| †Palaeoryctidae sp. (Andarak 2, Osh, Kyrgyzstan) \| |
|   | |
|   | †Nuryctes |
|   | |
|   | †Pinoryctes |
|   | |
| ? | †Palaeoryctidae sp. (Andarak 2, Osh, Kyrgyzstan) |
|   | †Palaeoryctidae sp. (Andarak 2, Osh, Kyrgyzstan) |

|   | †Pinoryctes                                      |
|   |                                                  |
| ? | †Palaeoryctidae sp. (Andarak 2, Osh, Kyrgyzstan) |
|   | †Palaeoryctidae sp. (Andarak 2, Osh, Kyrgyzstan) |

|              | †Palaeoryctes cruoris                                  |
|              |                                                        |
| ?            | †Palaeoryctes sp. (Roche Percée, Saskatchewan, Canada) |
|              | †Palaeoryctes sp. (Roche Percée, Saskatchewan, Canada) |
| †Aaptoryctes | †Aaptoryctes ivyi                                      |
|              | †Aaptoryctes ivyi                                      |

| †Eoryctes | †Eoryctes melanus |
|           | †Eoryctes melanus |

| †Ottoryctes | †Ottoryctes winkleri |
|             | †Ottoryctes winkleri |
|             | †Aceroryctes         |
|             |                      |

| †Eoryctes | †Eoryctes melanus |
|           | †Eoryctes melanus |

| †Ottoryctes | †Ottoryctes winkleri |
|             | †Ottoryctes winkleri |
|             | †Aceroryctes         |
|             |                      |

|              | †Palaeoryctes cruoris                                  |
|              |                                                        |
| ?            | †Palaeoryctes sp. (Roche Percée, Saskatchewan, Canada) |
|              | †Palaeoryctes sp. (Roche Percée, Saskatchewan, Canada) |
| †Aaptoryctes | †Aaptoryctes ivyi                                      |
|              | †Aaptoryctes ivyi                                      |

| †Eoryctes | †Eoryctes melanus |
|           | †Eoryctes melanus |

| †Ottoryctes | †Ottoryctes winkleri |
|             | †Ottoryctes winkleri |
|             | †Aceroryctes         |
|             |                      |

| †Eoryctes | †Eoryctes melanus |
|           | †Eoryctes melanus |

| †Ottoryctes | †Ottoryctes winkleri |
|             | †Ottoryctes winkleri |
|             | †Aceroryctes         |
|             |                      |

|              | †Palaeoryctes cruoris                                  |
|              |                                                        |
| ?            | †Palaeoryctes sp. (Roche Percée, Saskatchewan, Canada) |
|              | †Palaeoryctes sp. (Roche Percée, Saskatchewan, Canada) |
| †Aaptoryctes | †Aaptoryctes ivyi                                      |
|              | †Aaptoryctes ivyi                                      |

| †Eoryctes | †Eoryctes melanus |
|           | †Eoryctes melanus |

| †Ottoryctes | †Ottoryctes winkleri |
|             | †Ottoryctes winkleri |
|             | †Aceroryctes         |
|             |                      |

| †Eoryctes | †Eoryctes melanus |
|           | †Eoryctes melanus |

| †Ottoryctes | †Ottoryctes winkleri |
|             | †Ottoryctes winkleri |
|             | †Aceroryctes         |
|             |                      |

|              | †Palaeoryctes cruoris                                  |
|              |                                                        |
| ?            | †Palaeoryctes sp. (Roche Percée, Saskatchewan, Canada) |
|              | †Palaeoryctes sp. (Roche Percée, Saskatchewan, Canada) |
| †Aaptoryctes | †Aaptoryctes ivyi                                      |
|              | †Aaptoryctes ivyi                                      |

| †Eoryctes | †Eoryctes melanus |
|           | †Eoryctes melanus |

| †Ottoryctes | †Ottoryctes winkleri |
|             | †Ottoryctes winkleri |
|             | †Aceroryctes         |
|             |                      |

| †Eoryctes | †Eoryctes melanus |
|           | †Eoryctes melanus |

| †Ottoryctes | †Ottoryctes winkleri |
|             | †Ottoryctes winkleri |
|             | †Aceroryctes         |
|             |                      |

|   | \| \| †Pinoryctes \| \| \| \| \| ? \| †Palaeoryctidae sp. (Andarak 2, Osh, Kyrgyzstan) \| \| \| †Palaeoryctidae sp. (Andarak 2, Osh, Kyrgyzstan) \| |
|   | |
|   | †Nuryctes |
|   | |
|   | †Pinoryctes |
|   | |
| ? | †Palaeoryctidae sp. (Andarak 2, Osh, Kyrgyzstan) |
|   | †Palaeoryctidae sp. (Andarak 2, Osh, Kyrgyzstan) |

|   | †Pinoryctes                                      |
|   |                                                  |
| ? | †Palaeoryctidae sp. (Andarak 2, Osh, Kyrgyzstan) |
|   | †Palaeoryctidae sp. (Andarak 2, Osh, Kyrgyzstan) |

|              | †Palaeoryctes cruoris                                  |
|              |                                                        |
| ?            | †Palaeoryctes sp. (Roche Percée, Saskatchewan, Canada) |
|              | †Palaeoryctes sp. (Roche Percée, Saskatchewan, Canada) |
| †Aaptoryctes | †Aaptoryctes ivyi                                      |
|              | †Aaptoryctes ivyi                                      |

| †Eoryctes | †Eoryctes melanus |
|           | †Eoryctes melanus |

| †Ottoryctes | †Ottoryctes winkleri |
|             | †Ottoryctes winkleri |
|             | †Aceroryctes         |
|             |                      |

| †Eoryctes | †Eoryctes melanus |
|           | †Eoryctes melanus |

| †Ottoryctes | †Ottoryctes winkleri |
|             | †Ottoryctes winkleri |
|             | †Aceroryctes         |
|             |                      |

|              | †Palaeoryctes cruoris                                  |
|              |                                                        |
| ?            | †Palaeoryctes sp. (Roche Percée, Saskatchewan, Canada) |
|              | †Palaeoryctes sp. (Roche Percée, Saskatchewan, Canada) |
| †Aaptoryctes | †Aaptoryctes ivyi                                      |
|              | †Aaptoryctes ivyi                                      |

| †Eoryctes | †Eoryctes melanus |
|           | †Eoryctes melanus |

| †Ottoryctes | †Ottoryctes winkleri |
|             | †Ottoryctes winkleri |
|             | †Aceroryctes         |
|             |                      |

| †Eoryctes | †Eoryctes melanus |
|           | †Eoryctes melanus |

| †Ottoryctes | †Ottoryctes winkleri |
|             | †Ottoryctes winkleri |
|             | †Aceroryctes         |
|             |                      |

|              | †Palaeoryctes cruoris                                  |
|              |                                                        |
| ?            | †Palaeoryctes sp. (Roche Percée, Saskatchewan, Canada) |
|              | †Palaeoryctes sp. (Roche Percée, Saskatchewan, Canada) |
| †Aaptoryctes | †Aaptoryctes ivyi                                      |
|              | †Aaptoryctes ivyi                                      |

| †Eoryctes | †Eoryctes melanus |
|           | †Eoryctes melanus |

| †Ottoryctes | †Ottoryctes winkleri |
|             | †Ottoryctes winkleri |
|             | †Aceroryctes         |
|             |                      |

| †Eoryctes | †Eoryctes melanus |
|           | †Eoryctes melanus |

| †Ottoryctes | †Ottoryctes winkleri |
|             | †Ottoryctes winkleri |
|             | †Aceroryctes         |
|             |                      |

|              | †Palaeoryctes cruoris                                  |
|              |                                                        |
| ?            | †Palaeoryctes sp. (Roche Percée, Saskatchewan, Canada) |
|              | †Palaeoryctes sp. (Roche Percée, Saskatchewan, Canada) |
| †Aaptoryctes | †Aaptoryctes ivyi                                      |
|              | †Aaptoryctes ivyi                                      |

| †Eoryctes | †Eoryctes melanus |
|           | †Eoryctes melanus |

| †Ottoryctes | †Ottoryctes winkleri |
|             | †Ottoryctes winkleri |
|             | †Aceroryctes         |
|             |                      |

| †Eoryctes | †Eoryctes melanus |
|           | †Eoryctes melanus |

| †Ottoryctes | †Ottoryctes winkleri |
|             | †Ottoryctes winkleri |
|             | †Aceroryctes         |
|             |                      |

|   | \| \| †Pinoryctes \| \| \| \| \| ? \| †Palaeoryctidae sp. (Andarak 2, Osh, Kyrgyzstan) \| \| \| †Palaeoryctidae sp. (Andarak 2, Osh, Kyrgyzstan) \| |
|   | |
|   | †Nuryctes |
|   | |
|   | †Pinoryctes |
|   | |
| ? | †Palaeoryctidae sp. (Andarak 2, Osh, Kyrgyzstan) |
|   | †Palaeoryctidae sp. (Andarak 2, Osh, Kyrgyzstan) |

|   | †Pinoryctes                                      |
|   |                                                  |
| ? | †Palaeoryctidae sp. (Andarak 2, Osh, Kyrgyzstan) |
|   | †Palaeoryctidae sp. (Andarak 2, Osh, Kyrgyzstan) |

|              | †Palaeoryctes cruoris                                  |
|              |                                                        |
| ?            | †Palaeoryctes sp. (Roche Percée, Saskatchewan, Canada) |
|              | †Palaeoryctes sp. (Roche Percée, Saskatchewan, Canada) |
| †Aaptoryctes | †Aaptoryctes ivyi                                      |
|              | †Aaptoryctes ivyi                                      |

| †Eoryctes | †Eoryctes melanus |
|           | †Eoryctes melanus |

| †Ottoryctes | †Ottoryctes winkleri |
|             | †Ottoryctes winkleri |
|             | †Aceroryctes         |
|             |                      |

| †Eoryctes | †Eoryctes melanus |
|           | †Eoryctes melanus |

| †Ottoryctes | †Ottoryctes winkleri |
|             | †Ottoryctes winkleri |
|             | †Aceroryctes         |
|             |                      |

|              | †Palaeoryctes cruoris                                  |
|              |                                                        |
| ?            | †Palaeoryctes sp. (Roche Percée, Saskatchewan, Canada) |
|              | †Palaeoryctes sp. (Roche Percée, Saskatchewan, Canada) |
| †Aaptoryctes | †Aaptoryctes ivyi                                      |
|              | †Aaptoryctes ivyi                                      |

| †Eoryctes | †Eoryctes melanus |
|           | †Eoryctes melanus |

| †Ottoryctes | †Ottoryctes winkleri |
|             | †Ottoryctes winkleri |
|             | †Aceroryctes         |
|             |                      |

| †Eoryctes | †Eoryctes melanus |
|           | †Eoryctes melanus |

| †Ottoryctes | †Ottoryctes winkleri |
|             | †Ottoryctes winkleri |
|             | †Aceroryctes         |
|             |                      |

|              | †Palaeoryctes cruoris                                  |
|              |                                                        |
| ?            | †Palaeoryctes sp. (Roche Percée, Saskatchewan, Canada) |
|              | †Palaeoryctes sp. (Roche Percée, Saskatchewan, Canada) |
| †Aaptoryctes | †Aaptoryctes ivyi                                      |
|              | †Aaptoryctes ivyi                                      |

| †Eoryctes | †Eoryctes melanus |
|           | †Eoryctes melanus |

| †Ottoryctes | †Ottoryctes winkleri |
|             | †Ottoryctes winkleri |
|             | †Aceroryctes         |
|             |                      |

| †Eoryctes | †Eoryctes melanus |
|           | †Eoryctes melanus |

| †Ottoryctes | †Ottoryctes winkleri |
|             | †Ottoryctes winkleri |
|             | †Aceroryctes         |
|             |                      |

|              | †Palaeoryctes cruoris                                  |
|              |                                                        |
| ?            | †Palaeoryctes sp. (Roche Percée, Saskatchewan, Canada) |
|              | †Palaeoryctes sp. (Roche Percée, Saskatchewan, Canada) |
| †Aaptoryctes | †Aaptoryctes ivyi                                      |
|              | †Aaptoryctes ivyi                                      |

| †Eoryctes | †Eoryctes melanus |
|           | †Eoryctes melanus |

| †Ottoryctes | †Ottoryctes winkleri |
|             | †Ottoryctes winkleri |
|             | †Aceroryctes         |
|             |                      |

| †Eoryctes | †Eoryctes melanus |
|           | †Eoryctes melanus |

| †Ottoryctes | †Ottoryctes winkleri |
|             | †Ottoryctes winkleri |
|             | †Aceroryctes         |
|             |                      |

|   | \| \| †Pinoryctes \| \| \| \| \| ? \| †Palaeoryctidae sp. (Andarak 2, Osh, Kyrgyzstan) \| \| \| †Palaeoryctidae sp. (Andarak 2, Osh, Kyrgyzstan) \| |
|   | |
|   | †Nuryctes |
|   | |
|   | †Pinoryctes |
|   | |
| ? | †Palaeoryctidae sp. (Andarak 2, Osh, Kyrgyzstan) |
|   | †Palaeoryctidae sp. (Andarak 2, Osh, Kyrgyzstan) |

|   | †Pinoryctes                                      |
|   |                                                  |
| ? | †Palaeoryctidae sp. (Andarak 2, Osh, Kyrgyzstan) |
|   | †Palaeoryctidae sp. (Andarak 2, Osh, Kyrgyzstan) |

|              | †Palaeoryctes cruoris                                  |
|              |                                                        |
| ?            | †Palaeoryctes sp. (Roche Percée, Saskatchewan, Canada) |
|              | †Palaeoryctes sp. (Roche Percée, Saskatchewan, Canada) |
| †Aaptoryctes | †Aaptoryctes ivyi                                      |
|              | †Aaptoryctes ivyi                                      |

| †Eoryctes | †Eoryctes melanus |
|           | †Eoryctes melanus |

| †Ottoryctes | †Ottoryctes winkleri |
|             | †Ottoryctes winkleri |
|             | †Aceroryctes         |
|             |                      |

| †Eoryctes | †Eoryctes melanus |
|           | †Eoryctes melanus |

| †Ottoryctes | †Ottoryctes winkleri |
|             | †Ottoryctes winkleri |
|             | †Aceroryctes         |
|             |                      |

|              | †Palaeoryctes cruoris                                  |
|              |                                                        |
| ?            | †Palaeoryctes sp. (Roche Percée, Saskatchewan, Canada) |
|              | †Palaeoryctes sp. (Roche Percée, Saskatchewan, Canada) |
| †Aaptoryctes | †Aaptoryctes ivyi                                      |
|              | †Aaptoryctes ivyi                                      |

| †Eoryctes | †Eoryctes melanus |
|           | †Eoryctes melanus |

| †Ottoryctes | †Ottoryctes winkleri |
|             | †Ottoryctes winkleri |
|             | †Aceroryctes         |
|             |                      |

| †Eoryctes | †Eoryctes melanus |
|           | †Eoryctes melanus |

| †Ottoryctes | †Ottoryctes winkleri |
|             | †Ottoryctes winkleri |
|             | †Aceroryctes         |
|             |                      |

|              | †Palaeoryctes cruoris                                  |
|              |                                                        |
| ?            | †Palaeoryctes sp. (Roche Percée, Saskatchewan, Canada) |
|              | †Palaeoryctes sp. (Roche Percée, Saskatchewan, Canada) |
| †Aaptoryctes | †Aaptoryctes ivyi                                      |
|              | †Aaptoryctes ivyi                                      |

| †Eoryctes | †Eoryctes melanus |
|           | †Eoryctes melanus |

| †Ottoryctes | †Ottoryctes winkleri |
|             | †Ottoryctes winkleri |
|             | †Aceroryctes         |
|             |                      |

| †Eoryctes | †Eoryctes melanus |
|           | †Eoryctes melanus |

| †Ottoryctes | †Ottoryctes winkleri |
|             | †Ottoryctes winkleri |
|             | †Aceroryctes         |
|             |                      |

|              | †Palaeoryctes cruoris                                  |
|              |                                                        |
| ?            | †Palaeoryctes sp. (Roche Percée, Saskatchewan, Canada) |
|              | †Palaeoryctes sp. (Roche Percée, Saskatchewan, Canada) |
| †Aaptoryctes | †Aaptoryctes ivyi                                      |
|              | †Aaptoryctes ivyi                                      |

| †Eoryctes | †Eoryctes melanus |
|           | †Eoryctes melanus |

| †Ottoryctes | †Ottoryctes winkleri |
|             | †Ottoryctes winkleri |
|             | †Aceroryctes         |
|             |                      |

| †Eoryctes | †Eoryctes melanus |
|           | †Eoryctes melanus |

| †Ottoryctes | †Ottoryctes winkleri |
|             | †Ottoryctes winkleri |
|             | †Aceroryctes         |
|             |                      |

|  | \| \| †Taeniodonta \| \| \| \| \| \| †Alveugena \| \| \| \| |
|  |                                                             |
|  | †Procerberidae                                              |
|  |                                                             |
|  | †Taeniodonta                                                |
|  |                                                             |
|  | †Alveugena                                                  |
|  |                                                             |

|  | †Taeniodonta |
|  |              |
|  | †Alveugena   |
|  |              |

|  | \| \| †Taeniodonta \| \| \| \| \| \| †Alveugena \| \| \| \| |
|  |                                                             |
|  | †Procerberidae                                              |
|  |                                                             |
|  | †Taeniodonta                                                |
|  |                                                             |
|  | †Alveugena                                                  |
|  |                                                             |

|  | †Taeniodonta |
|  |              |
|  | †Alveugena   |
|  |              |

|   | \| \| †Pinoryctes \| \| \| \| \| ? \| †Palaeoryctidae sp. (Andarak 2, Osh, Kyrgyzstan) \| \| \| †Palaeoryctidae sp. (Andarak 2, Osh, Kyrgyzstan) \| |
|   | |
|   | †Nuryctes |
|   | |
|   | †Pinoryctes |
|   | |
| ? | †Palaeoryctidae sp. (Andarak 2, Osh, Kyrgyzstan) |
|   | †Palaeoryctidae sp. (Andarak 2, Osh, Kyrgyzstan) |

|   | †Pinoryctes                                      |
|   |                                                  |
| ? | †Palaeoryctidae sp. (Andarak 2, Osh, Kyrgyzstan) |
|   | †Palaeoryctidae sp. (Andarak 2, Osh, Kyrgyzstan) |

|              | †Palaeoryctes cruoris                                  |
|              |                                                        |
| ?            | †Palaeoryctes sp. (Roche Percée, Saskatchewan, Canada) |
|              | †Palaeoryctes sp. (Roche Percée, Saskatchewan, Canada) |
| †Aaptoryctes | †Aaptoryctes ivyi                                      |
|              | †Aaptoryctes ivyi                                      |

| †Eoryctes | †Eoryctes melanus |
|           | †Eoryctes melanus |

| †Ottoryctes | †Ottoryctes winkleri |
|             | †Ottoryctes winkleri |
|             | †Aceroryctes         |
|             |                      |

| †Eoryctes | †Eoryctes melanus |
|           | †Eoryctes melanus |

| †Ottoryctes | †Ottoryctes winkleri |
|             | †Ottoryctes winkleri |
|             | †Aceroryctes         |
|             |                      |

|              | †Palaeoryctes cruoris                                  |
|              |                                                        |
| ?            | †Palaeoryctes sp. (Roche Percée, Saskatchewan, Canada) |
|              | †Palaeoryctes sp. (Roche Percée, Saskatchewan, Canada) |
| †Aaptoryctes | †Aaptoryctes ivyi                                      |
|              | †Aaptoryctes ivyi                                      |

| †Eoryctes | †Eoryctes melanus |
|           | †Eoryctes melanus |

| †Ottoryctes | †Ottoryctes winkleri |
|             | †Ottoryctes winkleri |
|             | †Aceroryctes         |
|             |                      |

| †Eoryctes | †Eoryctes melanus |
|           | †Eoryctes melanus |

| †Ottoryctes | †Ottoryctes winkleri |
|             | †Ottoryctes winkleri |
|             | †Aceroryctes         |
|             |                      |

|              | †Palaeoryctes cruoris                                  |
|              |                                                        |
| ?            | †Palaeoryctes sp. (Roche Percée, Saskatchewan, Canada) |
|              | †Palaeoryctes sp. (Roche Percée, Saskatchewan, Canada) |
| †Aaptoryctes | †Aaptoryctes ivyi                                      |
|              | †Aaptoryctes ivyi                                      |

| †Eoryctes | †Eoryctes melanus |
|           | †Eoryctes melanus |

| †Ottoryctes | †Ottoryctes winkleri |
|             | †Ottoryctes winkleri |
|             | †Aceroryctes         |
|             |                      |

| †Eoryctes | †Eoryctes melanus |
|           | †Eoryctes melanus |

| †Ottoryctes | †Ottoryctes winkleri |
|             | †Ottoryctes winkleri |
|             | †Aceroryctes         |
|             |                      |

|              | †Palaeoryctes cruoris                                  |
|              |                                                        |
| ?            | †Palaeoryctes sp. (Roche Percée, Saskatchewan, Canada) |
|              | †Palaeoryctes sp. (Roche Percée, Saskatchewan, Canada) |
| †Aaptoryctes | †Aaptoryctes ivyi                                      |
|              | †Aaptoryctes ivyi                                      |

| †Eoryctes | †Eoryctes melanus |
|           | †Eoryctes melanus |

| †Ottoryctes | †Ottoryctes winkleri |
|             | †Ottoryctes winkleri |
|             | †Aceroryctes         |
|             |                      |

| †Eoryctes | †Eoryctes melanus |
|           | †Eoryctes melanus |

| †Ottoryctes | †Ottoryctes winkleri |
|             | †Ottoryctes winkleri |
|             | †Aceroryctes         |
|             |                      |

|   | \| \| †Pinoryctes \| \| \| \| \| ? \| †Palaeoryctidae sp. (Andarak 2, Osh, Kyrgyzstan) \| \| \| †Palaeoryctidae sp. (Andarak 2, Osh, Kyrgyzstan) \| |
|   | |
|   | †Nuryctes |
|   | |
|   | †Pinoryctes |
|   | |
| ? | †Palaeoryctidae sp. (Andarak 2, Osh, Kyrgyzstan) |
|   | †Palaeoryctidae sp. (Andarak 2, Osh, Kyrgyzstan) |

|   | †Pinoryctes                                      |
|   |                                                  |
| ? | †Palaeoryctidae sp. (Andarak 2, Osh, Kyrgyzstan) |
|   | †Palaeoryctidae sp. (Andarak 2, Osh, Kyrgyzstan) |

|              | †Palaeoryctes cruoris                                  |
|              |                                                        |
| ?            | †Palaeoryctes sp. (Roche Percée, Saskatchewan, Canada) |
|              | †Palaeoryctes sp. (Roche Percée, Saskatchewan, Canada) |
| †Aaptoryctes | †Aaptoryctes ivyi                                      |
|              | †Aaptoryctes ivyi                                      |

| †Eoryctes | †Eoryctes melanus |
|           | †Eoryctes melanus |

| †Ottoryctes | †Ottoryctes winkleri |
|             | †Ottoryctes winkleri |
|             | †Aceroryctes         |
|             |                      |

| †Eoryctes | †Eoryctes melanus |
|           | †Eoryctes melanus |

| †Ottoryctes | †Ottoryctes winkleri |
|             | †Ottoryctes winkleri |
|             | †Aceroryctes         |
|             |                      |

|              | †Palaeoryctes cruoris                                  |
|              |                                                        |
| ?            | †Palaeoryctes sp. (Roche Percée, Saskatchewan, Canada) |
|              | †Palaeoryctes sp. (Roche Percée, Saskatchewan, Canada) |
| †Aaptoryctes | †Aaptoryctes ivyi                                      |
|              | †Aaptoryctes ivyi                                      |

| †Eoryctes | †Eoryctes melanus |
|           | †Eoryctes melanus |

| †Ottoryctes | †Ottoryctes winkleri |
|             | †Ottoryctes winkleri |
|             | †Aceroryctes         |
|             |                      |

| †Eoryctes | †Eoryctes melanus |
|           | †Eoryctes melanus |

| †Ottoryctes | †Ottoryctes winkleri |
|             | †Ottoryctes winkleri |
|             | †Aceroryctes         |
|             |                      |

|              | †Palaeoryctes cruoris                                  |
|              |                                                        |
| ?            | †Palaeoryctes sp. (Roche Percée, Saskatchewan, Canada) |
|              | †Palaeoryctes sp. (Roche Percée, Saskatchewan, Canada) |
| †Aaptoryctes | †Aaptoryctes ivyi                                      |
|              | †Aaptoryctes ivyi                                      |

| †Eoryctes | †Eoryctes melanus |
|           | †Eoryctes melanus |

| †Ottoryctes | †Ottoryctes winkleri |
|             | †Ottoryctes winkleri |
|             | †Aceroryctes         |
|             |                      |

| †Eoryctes | †Eoryctes melanus |
|           | †Eoryctes melanus |

| †Ottoryctes | †Ottoryctes winkleri |
|             | †Ottoryctes winkleri |
|             | †Aceroryctes         |
|             |                      |

|              | †Palaeoryctes cruoris                                  |
|              |                                                        |
| ?            | †Palaeoryctes sp. (Roche Percée, Saskatchewan, Canada) |
|              | †Palaeoryctes sp. (Roche Percée, Saskatchewan, Canada) |
| †Aaptoryctes | †Aaptoryctes ivyi                                      |
|              | †Aaptoryctes ivyi                                      |

| †Eoryctes | †Eoryctes melanus |
|           | †Eoryctes melanus |

| †Ottoryctes | †Ottoryctes winkleri |
|             | †Ottoryctes winkleri |
|             | †Aceroryctes         |
|             |                      |

| †Eoryctes | †Eoryctes melanus |
|           | †Eoryctes melanus |

| †Ottoryctes | †Ottoryctes winkleri |
|             | †Ottoryctes winkleri |
|             | †Aceroryctes         |
|             |                      |

|   | \| \| †Pinoryctes \| \| \| \| \| ? \| †Palaeoryctidae sp. (Andarak 2, Osh, Kyrgyzstan) \| \| \| †Palaeoryctidae sp. (Andarak 2, Osh, Kyrgyzstan) \| |
|   | |
|   | †Nuryctes |
|   | |
|   | †Pinoryctes |
|   | |
| ? | †Palaeoryctidae sp. (Andarak 2, Osh, Kyrgyzstan) |
|   | †Palaeoryctidae sp. (Andarak 2, Osh, Kyrgyzstan) |

|   | †Pinoryctes                                      |
|   |                                                  |
| ? | †Palaeoryctidae sp. (Andarak 2, Osh, Kyrgyzstan) |
|   | †Palaeoryctidae sp. (Andarak 2, Osh, Kyrgyzstan) |

|              | †Palaeoryctes cruoris                                  |
|              |                                                        |
| ?            | †Palaeoryctes sp. (Roche Percée, Saskatchewan, Canada) |
|              | †Palaeoryctes sp. (Roche Percée, Saskatchewan, Canada) |
| †Aaptoryctes | †Aaptoryctes ivyi                                      |
|              | †Aaptoryctes ivyi                                      |

| †Eoryctes | †Eoryctes melanus |
|           | †Eoryctes melanus |

| †Ottoryctes | †Ottoryctes winkleri |
|             | †Ottoryctes winkleri |
|             | †Aceroryctes         |
|             |                      |

| †Eoryctes | †Eoryctes melanus |
|           | †Eoryctes melanus |

| †Ottoryctes | †Ottoryctes winkleri |
|             | †Ottoryctes winkleri |
|             | †Aceroryctes         |
|             |                      |

|              | †Palaeoryctes cruoris                                  |
|              |                                                        |
| ?            | †Palaeoryctes sp. (Roche Percée, Saskatchewan, Canada) |
|              | †Palaeoryctes sp. (Roche Percée, Saskatchewan, Canada) |
| †Aaptoryctes | †Aaptoryctes ivyi                                      |
|              | †Aaptoryctes ivyi                                      |

| †Eoryctes | †Eoryctes melanus |
|           | †Eoryctes melanus |

| †Ottoryctes | †Ottoryctes winkleri |
|             | †Ottoryctes winkleri |
|             | †Aceroryctes         |
|             |                      |

| †Eoryctes | †Eoryctes melanus |
|           | †Eoryctes melanus |

| †Ottoryctes | †Ottoryctes winkleri |
|             | †Ottoryctes winkleri |
|             | †Aceroryctes         |
|             |                      |

|              | †Palaeoryctes cruoris                                  |
|              |                                                        |
| ?            | †Palaeoryctes sp. (Roche Percée, Saskatchewan, Canada) |
|              | †Palaeoryctes sp. (Roche Percée, Saskatchewan, Canada) |
| †Aaptoryctes | †Aaptoryctes ivyi                                      |
|              | †Aaptoryctes ivyi                                      |

| †Eoryctes | †Eoryctes melanus |
|           | †Eoryctes melanus |

| †Ottoryctes | †Ottoryctes winkleri |
|             | †Ottoryctes winkleri |
|             | †Aceroryctes         |
|             |                      |

| †Eoryctes | †Eoryctes melanus |
|           | †Eoryctes melanus |

| †Ottoryctes | †Ottoryctes winkleri |
|             | †Ottoryctes winkleri |
|             | †Aceroryctes         |
|             |                      |

|              | †Palaeoryctes cruoris                                  |
|              |                                                        |
| ?            | †Palaeoryctes sp. (Roche Percée, Saskatchewan, Canada) |
|              | †Palaeoryctes sp. (Roche Percée, Saskatchewan, Canada) |
| †Aaptoryctes | †Aaptoryctes ivyi                                      |
|              | †Aaptoryctes ivyi                                      |

| †Eoryctes | †Eoryctes melanus |
|           | †Eoryctes melanus |

| †Ottoryctes | †Ottoryctes winkleri |
|             | †Ottoryctes winkleri |
|             | †Aceroryctes         |
|             |                      |

| †Eoryctes | †Eoryctes melanus |
|           | †Eoryctes melanus |

| †Ottoryctes | †Ottoryctes winkleri |
|             | †Ottoryctes winkleri |
|             | †Aceroryctes         |
|             |                      |

|   | \| \| †Pinoryctes \| \| \| \| \| ? \| †Palaeoryctidae sp. (Andarak 2, Osh, Kyrgyzstan) \| \| \| †Palaeoryctidae sp. (Andarak 2, Osh, Kyrgyzstan) \| |
|   | |
|   | †Nuryctes |
|   | |
|   | †Pinoryctes |
|   | |
| ? | †Palaeoryctidae sp. (Andarak 2, Osh, Kyrgyzstan) |
|   | †Palaeoryctidae sp. (Andarak 2, Osh, Kyrgyzstan) |

|   | †Pinoryctes                                      |
|   |                                                  |
| ? | †Palaeoryctidae sp. (Andarak 2, Osh, Kyrgyzstan) |
|   | †Palaeoryctidae sp. (Andarak 2, Osh, Kyrgyzstan) |

|              | †Palaeoryctes cruoris                                  |
|              |                                                        |
| ?            | †Palaeoryctes sp. (Roche Percée, Saskatchewan, Canada) |
|              | †Palaeoryctes sp. (Roche Percée, Saskatchewan, Canada) |
| †Aaptoryctes | †Aaptoryctes ivyi                                      |
|              | †Aaptoryctes ivyi                                      |

| †Eoryctes | †Eoryctes melanus |
|           | †Eoryctes melanus |

| †Ottoryctes | †Ottoryctes winkleri |
|             | †Ottoryctes winkleri |
|             | †Aceroryctes         |
|             |                      |

| †Eoryctes | †Eoryctes melanus |
|           | †Eoryctes melanus |

| †Ottoryctes | †Ottoryctes winkleri |
|             | †Ottoryctes winkleri |
|             | †Aceroryctes         |
|             |                      |

|              | †Palaeoryctes cruoris                                  |
|              |                                                        |
| ?            | †Palaeoryctes sp. (Roche Percée, Saskatchewan, Canada) |
|              | †Palaeoryctes sp. (Roche Percée, Saskatchewan, Canada) |
| †Aaptoryctes | †Aaptoryctes ivyi                                      |
|              | †Aaptoryctes ivyi                                      |

| †Eoryctes | †Eoryctes melanus |
|           | †Eoryctes melanus |

| †Ottoryctes | †Ottoryctes winkleri |
|             | †Ottoryctes winkleri |
|             | †Aceroryctes         |
|             |                      |

| †Eoryctes | †Eoryctes melanus |
|           | †Eoryctes melanus |

| †Ottoryctes | †Ottoryctes winkleri |
|             | †Ottoryctes winkleri |
|             | †Aceroryctes         |
|             |                      |

|              | †Palaeoryctes cruoris                                  |
|              |                                                        |
| ?            | †Palaeoryctes sp. (Roche Percée, Saskatchewan, Canada) |
|              | †Palaeoryctes sp. (Roche Percée, Saskatchewan, Canada) |
| †Aaptoryctes | †Aaptoryctes ivyi                                      |
|              | †Aaptoryctes ivyi                                      |

| †Eoryctes | †Eoryctes melanus |
|           | †Eoryctes melanus |

| †Ottoryctes | †Ottoryctes winkleri |
|             | †Ottoryctes winkleri |
|             | †Aceroryctes         |
|             |                      |

| †Eoryctes | †Eoryctes melanus |
|           | †Eoryctes melanus |

| †Ottoryctes | †Ottoryctes winkleri |
|             | †Ottoryctes winkleri |
|             | †Aceroryctes         |
|             |                      |

|              | †Palaeoryctes cruoris                                  |
|              |                                                        |
| ?            | †Palaeoryctes sp. (Roche Percée, Saskatchewan, Canada) |
|              | †Palaeoryctes sp. (Roche Percée, Saskatchewan, Canada) |
| †Aaptoryctes | †Aaptoryctes ivyi                                      |
|              | †Aaptoryctes ivyi                                      |

| †Eoryctes | †Eoryctes melanus |
|           | †Eoryctes melanus |

| †Ottoryctes | †Ottoryctes winkleri |
|             | †Ottoryctes winkleri |
|             | †Aceroryctes         |
|             |                      |

| †Eoryctes | †Eoryctes melanus |
|           | †Eoryctes melanus |

| †Ottoryctes | †Ottoryctes winkleri |
|             | †Ottoryctes winkleri |
|             | †Aceroryctes         |
|             |                      |

|   | \| \| †Pinoryctes \| \| \| \| \| ? \| †Palaeoryctidae sp. (Andarak 2, Osh, Kyrgyzstan) \| \| \| †Palaeoryctidae sp. (Andarak 2, Osh, Kyrgyzstan) \| |
|   | |
|   | †Nuryctes |
|   | |
|   | †Pinoryctes |
|   | |
| ? | †Palaeoryctidae sp. (Andarak 2, Osh, Kyrgyzstan) |
|   | †Palaeoryctidae sp. (Andarak 2, Osh, Kyrgyzstan) |

|   | †Pinoryctes                                      |
|   |                                                  |
| ? | †Palaeoryctidae sp. (Andarak 2, Osh, Kyrgyzstan) |
|   | †Palaeoryctidae sp. (Andarak 2, Osh, Kyrgyzstan) |

|              | †Palaeoryctes cruoris                                  |
|              |                                                        |
| ?            | †Palaeoryctes sp. (Roche Percée, Saskatchewan, Canada) |
|              | †Palaeoryctes sp. (Roche Percée, Saskatchewan, Canada) |
| †Aaptoryctes | †Aaptoryctes ivyi                                      |
|              | †Aaptoryctes ivyi                                      |

| †Eoryctes | †Eoryctes melanus |
|           | †Eoryctes melanus |

| †Ottoryctes | †Ottoryctes winkleri |
|             | †Ottoryctes winkleri |
|             | †Aceroryctes         |
|             |                      |

| †Eoryctes | †Eoryctes melanus |
|           | †Eoryctes melanus |

| †Ottoryctes | †Ottoryctes winkleri |
|             | †Ottoryctes winkleri |
|             | †Aceroryctes         |
|             |                      |

|              | †Palaeoryctes cruoris                                  |
|              |                                                        |
| ?            | †Palaeoryctes sp. (Roche Percée, Saskatchewan, Canada) |
|              | †Palaeoryctes sp. (Roche Percée, Saskatchewan, Canada) |
| †Aaptoryctes | †Aaptoryctes ivyi                                      |
|              | †Aaptoryctes ivyi                                      |

| †Eoryctes | †Eoryctes melanus |
|           | †Eoryctes melanus |

| †Ottoryctes | †Ottoryctes winkleri |
|             | †Ottoryctes winkleri |
|             | †Aceroryctes         |
|             |                      |

| †Eoryctes | †Eoryctes melanus |
|           | †Eoryctes melanus |

| †Ottoryctes | †Ottoryctes winkleri |
|             | †Ottoryctes winkleri |
|             | †Aceroryctes         |
|             |                      |

|              | †Palaeoryctes cruoris                                  |
|              |                                                        |
| ?            | †Palaeoryctes sp. (Roche Percée, Saskatchewan, Canada) |
|              | †Palaeoryctes sp. (Roche Percée, Saskatchewan, Canada) |
| †Aaptoryctes | †Aaptoryctes ivyi                                      |
|              | †Aaptoryctes ivyi                                      |

| †Eoryctes | †Eoryctes melanus |
|           | †Eoryctes melanus |

| †Ottoryctes | †Ottoryctes winkleri |
|             | †Ottoryctes winkleri |
|             | †Aceroryctes         |
|             |                      |

| †Eoryctes | †Eoryctes melanus |
|           | †Eoryctes melanus |

| †Ottoryctes | †Ottoryctes winkleri |
|             | †Ottoryctes winkleri |
|             | †Aceroryctes         |
|             |                      |

|              | †Palaeoryctes cruoris                                  |
|              |                                                        |
| ?            | †Palaeoryctes sp. (Roche Percée, Saskatchewan, Canada) |
|              | †Palaeoryctes sp. (Roche Percée, Saskatchewan, Canada) |
| †Aaptoryctes | †Aaptoryctes ivyi                                      |
|              | †Aaptoryctes ivyi                                      |

| †Eoryctes | †Eoryctes melanus |
|           | †Eoryctes melanus |

| †Ottoryctes | †Ottoryctes winkleri |
|             | †Ottoryctes winkleri |
|             | †Aceroryctes         |
|             |                      |

| †Eoryctes | †Eoryctes melanus |
|           | †Eoryctes melanus |

| †Ottoryctes | †Ottoryctes winkleri |
|             | †Ottoryctes winkleri |
|             | †Aceroryctes         |
|             |                      |

|   | \| \| †Pinoryctes \| \| \| \| \| ? \| †Palaeoryctidae sp. (Andarak 2, Osh, Kyrgyzstan) \| \| \| †Palaeoryctidae sp. (Andarak 2, Osh, Kyrgyzstan) \| |
|   | |
|   | †Nuryctes |
|   | |
|   | †Pinoryctes |
|   | |
| ? | †Palaeoryctidae sp. (Andarak 2, Osh, Kyrgyzstan) |
|   | †Palaeoryctidae sp. (Andarak 2, Osh, Kyrgyzstan) |

|   | †Pinoryctes                                      |
|   |                                                  |
| ? | †Palaeoryctidae sp. (Andarak 2, Osh, Kyrgyzstan) |
|   | †Palaeoryctidae sp. (Andarak 2, Osh, Kyrgyzstan) |

|              | †Palaeoryctes cruoris                                  |
|              |                                                        |
| ?            | †Palaeoryctes sp. (Roche Percée, Saskatchewan, Canada) |
|              | †Palaeoryctes sp. (Roche Percée, Saskatchewan, Canada) |
| †Aaptoryctes | †Aaptoryctes ivyi                                      |
|              | †Aaptoryctes ivyi                                      |

| †Eoryctes | †Eoryctes melanus |
|           | †Eoryctes melanus |

| †Ottoryctes | †Ottoryctes winkleri |
|             | †Ottoryctes winkleri |
|             | †Aceroryctes         |
|             |                      |

| †Eoryctes | †Eoryctes melanus |
|           | †Eoryctes melanus |

| †Ottoryctes | †Ottoryctes winkleri |
|             | †Ottoryctes winkleri |
|             | †Aceroryctes         |
|             |                      |

|              | †Palaeoryctes cruoris                                  |
|              |                                                        |
| ?            | †Palaeoryctes sp. (Roche Percée, Saskatchewan, Canada) |
|              | †Palaeoryctes sp. (Roche Percée, Saskatchewan, Canada) |
| †Aaptoryctes | †Aaptoryctes ivyi                                      |
|              | †Aaptoryctes ivyi                                      |

| †Eoryctes | †Eoryctes melanus |
|           | †Eoryctes melanus |

| †Ottoryctes | †Ottoryctes winkleri |
|             | †Ottoryctes winkleri |
|             | †Aceroryctes         |
|             |                      |

| †Eoryctes | †Eoryctes melanus |
|           | †Eoryctes melanus |

| †Ottoryctes | †Ottoryctes winkleri |
|             | †Ottoryctes winkleri |
|             | †Aceroryctes         |
|             |                      |

|              | †Palaeoryctes cruoris                                  |
|              |                                                        |
| ?            | †Palaeoryctes sp. (Roche Percée, Saskatchewan, Canada) |
|              | †Palaeoryctes sp. (Roche Percée, Saskatchewan, Canada) |
| †Aaptoryctes | †Aaptoryctes ivyi                                      |
|              | †Aaptoryctes ivyi                                      |

| †Eoryctes | †Eoryctes melanus |
|           | †Eoryctes melanus |

| †Ottoryctes | †Ottoryctes winkleri |
|             | †Ottoryctes winkleri |
|             | †Aceroryctes         |
|             |                      |

| †Eoryctes | †Eoryctes melanus |
|           | †Eoryctes melanus |

| †Ottoryctes | †Ottoryctes winkleri |
|             | †Ottoryctes winkleri |
|             | †Aceroryctes         |
|             |                      |

|              | †Palaeoryctes cruoris                                  |
|              |                                                        |
| ?            | †Palaeoryctes sp. (Roche Percée, Saskatchewan, Canada) |
|              | †Palaeoryctes sp. (Roche Percée, Saskatchewan, Canada) |
| †Aaptoryctes | †Aaptoryctes ivyi                                      |
|              | †Aaptoryctes ivyi                                      |

| †Eoryctes | †Eoryctes melanus |
|           | †Eoryctes melanus |

| †Ottoryctes | †Ottoryctes winkleri |
|             | †Ottoryctes winkleri |
|             | †Aceroryctes         |
|             |                      |

| †Eoryctes | †Eoryctes melanus |
|           | †Eoryctes melanus |

| †Ottoryctes | †Ottoryctes winkleri |
|             | †Ottoryctes winkleri |
|             | †Aceroryctes         |
|             |                      |

|   | \| \| †Pinoryctes \| \| \| \| \| ? \| †Palaeoryctidae sp. (Andarak 2, Osh, Kyrgyzstan) \| \| \| †Palaeoryctidae sp. (Andarak 2, Osh, Kyrgyzstan) \| |
|   | |
|   | †Nuryctes |
|   | |
|   | †Pinoryctes |
|   | |
| ? | †Palaeoryctidae sp. (Andarak 2, Osh, Kyrgyzstan) |
|   | †Palaeoryctidae sp. (Andarak 2, Osh, Kyrgyzstan) |

|   | †Pinoryctes                                      |
|   |                                                  |
| ? | †Palaeoryctidae sp. (Andarak 2, Osh, Kyrgyzstan) |
|   | †Palaeoryctidae sp. (Andarak 2, Osh, Kyrgyzstan) |

|              | †Palaeoryctes cruoris                                  |
|              |                                                        |
| ?            | †Palaeoryctes sp. (Roche Percée, Saskatchewan, Canada) |
|              | †Palaeoryctes sp. (Roche Percée, Saskatchewan, Canada) |
| †Aaptoryctes | †Aaptoryctes ivyi                                      |
|              | †Aaptoryctes ivyi                                      |

| †Eoryctes | †Eoryctes melanus |
|           | †Eoryctes melanus |

| †Ottoryctes | †Ottoryctes winkleri |
|             | †Ottoryctes winkleri |
|             | †Aceroryctes         |
|             |                      |

| †Eoryctes | †Eoryctes melanus |
|           | †Eoryctes melanus |

| †Ottoryctes | †Ottoryctes winkleri |
|             | †Ottoryctes winkleri |
|             | †Aceroryctes         |
|             |                      |

|              | †Palaeoryctes cruoris                                  |
|              |                                                        |
| ?            | †Palaeoryctes sp. (Roche Percée, Saskatchewan, Canada) |
|              | †Palaeoryctes sp. (Roche Percée, Saskatchewan, Canada) |
| †Aaptoryctes | †Aaptoryctes ivyi                                      |
|              | †Aaptoryctes ivyi                                      |

| †Eoryctes | †Eoryctes melanus |
|           | †Eoryctes melanus |

| †Ottoryctes | †Ottoryctes winkleri |
|             | †Ottoryctes winkleri |
|             | †Aceroryctes         |
|             |                      |

| †Eoryctes | †Eoryctes melanus |
|           | †Eoryctes melanus |

| †Ottoryctes | †Ottoryctes winkleri |
|             | †Ottoryctes winkleri |
|             | †Aceroryctes         |
|             |                      |

|              | †Palaeoryctes cruoris                                  |
|              |                                                        |
| ?            | †Palaeoryctes sp. (Roche Percée, Saskatchewan, Canada) |
|              | †Palaeoryctes sp. (Roche Percée, Saskatchewan, Canada) |
| †Aaptoryctes | †Aaptoryctes ivyi                                      |
|              | †Aaptoryctes ivyi                                      |

| †Eoryctes | †Eoryctes melanus |
|           | †Eoryctes melanus |

| †Ottoryctes | †Ottoryctes winkleri |
|             | †Ottoryctes winkleri |
|             | †Aceroryctes         |
|             |                      |

| †Eoryctes | †Eoryctes melanus |
|           | †Eoryctes melanus |

| †Ottoryctes | †Ottoryctes winkleri |
|             | †Ottoryctes winkleri |
|             | †Aceroryctes         |
|             |                      |

|              | †Palaeoryctes cruoris                                  |
|              |                                                        |
| ?            | †Palaeoryctes sp. (Roche Percée, Saskatchewan, Canada) |
|              | †Palaeoryctes sp. (Roche Percée, Saskatchewan, Canada) |
| †Aaptoryctes | †Aaptoryctes ivyi                                      |
|              | †Aaptoryctes ivyi                                      |

| †Eoryctes | †Eoryctes melanus |
|           | †Eoryctes melanus |

| †Ottoryctes | †Ottoryctes winkleri |
|             | †Ottoryctes winkleri |
|             | †Aceroryctes         |
|             |                      |

| †Eoryctes | †Eoryctes melanus |
|           | †Eoryctes melanus |

| †Ottoryctes | †Ottoryctes winkleri |
|             | †Ottoryctes winkleri |
|             | †Aceroryctes         |
|             |                      |

|   | \| \| †Pinoryctes \| \| \| \| \| ? \| †Palaeoryctidae sp. (Andarak 2, Osh, Kyrgyzstan) \| \| \| †Palaeoryctidae sp. (Andarak 2, Osh, Kyrgyzstan) \| |
|   | |
|   | †Nuryctes |
|   | |
|   | †Pinoryctes |
|   | |
| ? | †Palaeoryctidae sp. (Andarak 2, Osh, Kyrgyzstan) |
|   | †Palaeoryctidae sp. (Andarak 2, Osh, Kyrgyzstan) |

|   | †Pinoryctes                                      |
|   |                                                  |
| ? | †Palaeoryctidae sp. (Andarak 2, Osh, Kyrgyzstan) |
|   | †Palaeoryctidae sp. (Andarak 2, Osh, Kyrgyzstan) |

|              | †Palaeoryctes cruoris                                  |
|              |                                                        |
| ?            | †Palaeoryctes sp. (Roche Percée, Saskatchewan, Canada) |
|              | †Palaeoryctes sp. (Roche Percée, Saskatchewan, Canada) |
| †Aaptoryctes | †Aaptoryctes ivyi                                      |
|              | †Aaptoryctes ivyi                                      |

| †Eoryctes | †Eoryctes melanus |
|           | †Eoryctes melanus |

| †Ottoryctes | †Ottoryctes winkleri |
|             | †Ottoryctes winkleri |
|             | †Aceroryctes         |
|             |                      |

| †Eoryctes | †Eoryctes melanus |
|           | †Eoryctes melanus |

| †Ottoryctes | †Ottoryctes winkleri |
|             | †Ottoryctes winkleri |
|             | †Aceroryctes         |
|             |                      |

|              | †Palaeoryctes cruoris                                  |
|              |                                                        |
| ?            | †Palaeoryctes sp. (Roche Percée, Saskatchewan, Canada) |
|              | †Palaeoryctes sp. (Roche Percée, Saskatchewan, Canada) |
| †Aaptoryctes | †Aaptoryctes ivyi                                      |
|              | †Aaptoryctes ivyi                                      |

| †Eoryctes | †Eoryctes melanus |
|           | †Eoryctes melanus |

| †Ottoryctes | †Ottoryctes winkleri |
|             | †Ottoryctes winkleri |
|             | †Aceroryctes         |
|             |                      |

| †Eoryctes | †Eoryctes melanus |
|           | †Eoryctes melanus |

| †Ottoryctes | †Ottoryctes winkleri |
|             | †Ottoryctes winkleri |
|             | †Aceroryctes         |
|             |                      |

|              | †Palaeoryctes cruoris                                  |
|              |                                                        |
| ?            | †Palaeoryctes sp. (Roche Percée, Saskatchewan, Canada) |
|              | †Palaeoryctes sp. (Roche Percée, Saskatchewan, Canada) |
| †Aaptoryctes | †Aaptoryctes ivyi                                      |
|              | †Aaptoryctes ivyi                                      |

| †Eoryctes | †Eoryctes melanus |
|           | †Eoryctes melanus |

| †Ottoryctes | †Ottoryctes winkleri |
|             | †Ottoryctes winkleri |
|             | †Aceroryctes         |
|             |                      |

| †Eoryctes | †Eoryctes melanus |
|           | †Eoryctes melanus |

| †Ottoryctes | †Ottoryctes winkleri |
|             | †Ottoryctes winkleri |
|             | †Aceroryctes         |
|             |                      |

|              | †Palaeoryctes cruoris                                  |
|              |                                                        |
| ?            | †Palaeoryctes sp. (Roche Percée, Saskatchewan, Canada) |
|              | †Palaeoryctes sp. (Roche Percée, Saskatchewan, Canada) |
| †Aaptoryctes | †Aaptoryctes ivyi                                      |
|              | †Aaptoryctes ivyi                                      |

| †Eoryctes | †Eoryctes melanus |
|           | †Eoryctes melanus |

| †Ottoryctes | †Ottoryctes winkleri |
|             | †Ottoryctes winkleri |
|             | †Aceroryctes         |
|             |                      |

| †Eoryctes | †Eoryctes melanus |
|           | †Eoryctes melanus |

| †Ottoryctes | †Ottoryctes winkleri |
|             | †Ottoryctes winkleri |
|             | †Aceroryctes         |
|             |                      |